# Kamień runiczny z Horne

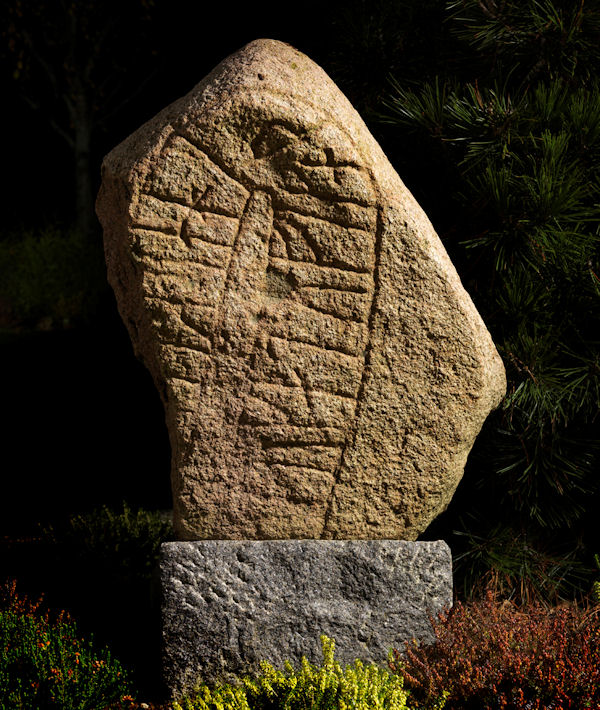
Kamień runiczny z Horne

Kamień runiczny z Horne (DR 34) – kamień runiczny z X wieku, znajdujący się w miejscowości Horne w duńskiej gminie Varde.
Granitowy głaz ma 70 cm wysokości, 60 cm szerokości i grubość 52 cm. Wyryte na jego powierzchni runy mają wysokość od 11 do 17 cm. Pierwotnie znajdował się wmurowany w ogrodzenie miejscowego cmentarza. W 1872 roku zabrany do ogrodu Nørholms, w 1953 roku powrócił na teren przykościelnego cmentarza w Horne.
Wskutek zaginięcia dolnej części kamienia inskrypcja jest częściowo uszkodzona i trudna do rekonstrukcji. Najprawdopodobniej monument poświęcony był królowej Thyrze. Napis, czytany od prawej strony, głosi:
...fnukatufi kaþi hauk þ--...
co rekonstruuje się jako
[Ra]fnunga-Tōfi gærði haug þ[annsi]/Þ[ōrvēaR(?)]
„Tufi, krewny Rafnego, wzniósł ten głaz dla Thyry”.